# 홍성훈
홍성훈(1945년 3월 9일 ~ )은 대한민국 아동문학가, 언론인, 연극인, 풍수지리가이다. 경기도 이천에서 태어나, 국립체신고등학교 명지대학교 전기공학과(공학사) 한국교육개발원 사이버대학교경영학 전공(경영학사) 고려대학교 언론대학원신문방송학과(석사과정) 국민대학교 정치대학원리더십과정 미국 조지워싱턴대학교(G.W.U)교육과 인간개발대학원 등을 졸업 및 수료하였으며, 주요활동으로는 [비봉산인(飛鳳山人) 황영웅(黃英雄)선생 학문 사사], [동국대학교 사회교육원 생활 풍수 수료], [KBS 사회교육원 풍수지리 수료], [서대문문화센터 풍수지리 수료], [뉴스메거진 ‘인테리어 풍수’연재(2004년부터 2011년까지], [RTN 부동산 TV 생방송 ‘풍수지리’ <무엇이든 물어보세요>에 고정 출연], [한국전통지리학회 고문 역임], [동아일보사 산악회장, 수지침 회장 역임], [국제문화예술협회, 기업체, 문화센터 등에서 ‘풍수인테리어’ 강의], [비봉지리학회 회원]으로 활동하고 있다.
  
작가는 1998년 계간 <아동문학연구> 신인문학상 동화부분에 창작동화《피아노 선생님》이 당선되면서 작품 활동을 시작하여 저서로는 창작동화집《아버지를 사가세요》,《남편을 팔았어요》가 좋은 반응을 얻고 있으며,《피아노 선생님》,《자라의 영행》등이 있고 공저로《풀꽃 한다발》,《청개구리와 달행이의 여행》,《모딜리아니 아저씨의 가방 속에는 무엇이 들어 있을까》,《비둘기 똥총》등과, 엮은 책으로는 《장보고》,《케네디》,《이황》,《지킬박사와 하이드씨》,《톰아저씨의 오두막집》,《허클베리핀의 모험》,《호랑이형님과 선비동생》,《나무인형 피노키오》,《피터팬과 후크선장》,《곱사등이 장군》등이 있고, 풍수지리학《笑(웃는) 인테리어 풍수》등으로 지금까지 꾸준한 아동문학작품 집필과 아울러 언론인, 방송인으로도 활발히 활동하고 있으며, 현재 사단법인 한국문인협회 서울특별시지회 부회장, (사)한국문인협회 종로지부(종로문인협회) 회장에 재임중이다.

## 약력
- 1963년 - 1971년 서울국제전신전화국(KIT) 근무
- 1971년 - 1998년 동아일보사 부장 역임(동우회 편집위원)
- 1995년 - 1998년 한국언론신문방송통신협회(언통회) 초대회장 역임
- 1994년 - 1998년 동아일보사 산악회 회장. 국선도 회장. 기천문 회장 역임
- 2007년 - 2008년 녹원환경뉴스신문사 논설위원 역임
- 1998년 - 2000년 KT(한국통신) 언론팀 자문위원 역임
- 2009년 - 2010년 KTV(한국정책방송)언론전문기자(국가기록사진DB사업) 역임
- 2008년 - 2009년 풀꽃아동문학회 회장 역임.
- 2006년 - 2007년 재능동화구연가회 회장 역임
- 2003년 - 2004년 솔샘 영재학원 부원장 역임
- 2004년 - 2005년 청화기획(범양인쇄) 부사장 역임
- 2001년 - 2002년 민주화합당 최고위원 겸 대변인 역임
- 2001년 - 2002년 경기도 이천시 지구당 위원장 역임.(민주화합당)
- 1990년 - 2009년 국립체신고등학교 총동창회 부회장, 감사, 사무총장 역임
- 1996년 - 1997년 고려대학교 언론대학원 총동창회 감사 역임
- 2005년 - 2006년 국민대학교 정치대학원 총동창회 부회장 역임
- 1995년 - 1996년 미국조지워싱턴대학교(G.W.U.) 한국총동창회 자문위원 역임
- 2003년 - 2004년 동아일보사 문화센터, 서대문 문화센터 강의
- 2003년 - 2004년 한국전통지리학회 고문 역임
- 2004년 - 2005년 노인건강증진프로그램연구소 기획실장 역임
- 2004년 - 2005년 건강 101세 편집장 역임
- 1995년 - 1996년 전국 시각장애우 돕기 책읽기 녹음(녹음실-상일동 소재)봉사
- 1991년 - 1998년 태화의 집, 샘솟는 집, SOS마을, 어린이 병원, 고아원 및 불우 이웃 돕기와 소년소녀 가장 돕기 기부활동 및 탈춤 공연, 동화구연, 강의봉사
- 2008년 - 2009년 국방일보 옴부즈맨 고정 칼럼 연재(1년간)
- 2009년 - 2009년 RTN TV 방송국 ‘무엇이든 물어보세요’ 생방송 매주화요일 고정 출연
- 1995년 - 현재 할머니, 할아버지들 찾아가는 동화구연, 시낭송 및 강의봉사
- 1991년 - 현재 TV, 라디오 출연 및 각 신문과 월간지 등에 게재.
- 2001년 - 현재 시극, 연극 수십 차례 공연, 국립 국악원, 상암 월드컵경기장, 대학로(열린극장-1개월 공연), 문학의집서울, 민속극장(풍류마당), 경희궁 등 전국순회 공연
- 2008년 - 현재 한국문인협회 종로지부(종로문인협회) 회장
- 2011년 - 현재 한국문인협회 홍보위원장
- 2008년 - 현재 한국문인협회 문학낭송가회 부회장
- 2009년 - 현재 한국문인협회 서울특별시 지회 부회장
- 2008년 - 현재 국제펜클럽 한국본부 기획위원
- 2008년 - 현재 한국아동문학회 기획위원
- 2008년 - 현재 한국아동문학연구회 이사
- 2010년 - 현재 열린문학 편집장
- 2002년 - 현재 (사)현정회 대의원, 단군나라 편집장.(현)
- 2008년 - 현재 (사) 한국시낭송전문가협회 이사.(현-동양일보사 관할)
- 2006년 - 현재 문학의집서울 회원
- 2005년 - 현재 전국 초ㆍ중등학교 글짓기대회. 독후감대회 심사위원
- 2007년 - 현재 전국시낭송대회 심사위원(한국시낭송전문가협회<동양일보>, 문학의 집 서울)
- 2004년 - 현재 뉴스매거진 보도국장, 총괄국장, 논설위원
- 2001년 - 현재 한민족정신문화선양회 회장
- 2008년 - 현재 (사) 한국근우회 중앙위원
- 2010년 - 현재 인사동 예술촌(공연단체)자문위원
- 2011년 - 현재 새나라 연대 공동대표
- 2011년 - 현재 새나라 연대 종로지구당 위원장
- 1983년 - 현재 얼쑤춤패(탈춤)회장
- 2005년 - 현재 비봉지리학회 회원

## 주요 작품
- 2006년  《아버지를 사가세요》(아동문학세상)
- 2009년  《남편을 팔았어요》(아동문학세상)
- 2011년  《笑(웃는) 인테리어 풍수》(동행출판사)

## 수상 경력
한국신문협회상, 한국문협작가상, 옹달샘 한·중 아동문학상, 황희문화예술상 문학부문 대상, 전국아버지동화구연대회 최우수상, 재능전국동화구연대회 금상, 재능전국시낭송대회 금상, 김유정 전국소설낭송대회 은상